# Vilseck
Vilseck er en by i Landkreis Amberg-Sulzbach i Oberpfalz i den tyske delstat Bayern

## Geografi
Vilseck ligger ved floden Vils, der er en biflod til Naab. En del af det militære øvelsesområde Truppenübungsplatz Grafenwöhr ligger i den nordlige del af kommunen; det er 234 km² stort, og der ligger to store militærlejre, Østlejren i Grafenwöhr og Sydlejren i Vilseck, der også kaldes Rose Barracks. I Vilseck er der en brigade fra US Army.

### Nabokommuner
Nabokommuner er Edelsfeld, Königstein, Freihung ogHahnbach.

### Bydele, landsbyer og bebyggelser
Bykommunen er opdelt i 35 bydele, landsbyer og bebyggelser:
Altmannsberg, Axtheid, Axtheid-Berg, Bruckmühle, Bürgerwald, Drechselberg, Ebersbach, Frauenbrunn, Gressenwöhr, Gumpenhof, Heringnohe, Heroldsmühle, Hohenzant, Kagerhof, Ködritz, Langenbruck, Lohhof, Neuhammer, Oberweißenbach, Ödgodlricht, Rauschenhof, Reisach, Schlicht, Schöfelhof, Schönlind, Schüsselhof, Seiboldsricht, Sigl, Sollnes, Sorghof, Triebweg, Unterweißenbach, Vilseck, Weiherhäusl og Wickenricht.